# Dave Mirra
Dave Mirra teljes nevén David Michael Mirra (Chittenango, New York, 1974. április 4. – Greenville, Észak-Karolina, 2016. február 4.) amerikai BMX és ralikrossz versenyző, üzletember.
Mirra tartotta a rekordot az érmek számát tekintve az X Games-nél a BMX Freestyle szakágban, 1995-től kezdődően egészen 2009-ig. Azután is versenyzett több éven át a Subaru Rally Team USA színeiben, mint a ralikrossz versenyző. Lovagolt, és 1990-től támogatta a saját kerékpár cégét, a Harót. Mirra tagja volt annak a csapatnak, amely megnyerte a 2014-es Race Across America négyfős férfi versenyt 50 év alatti kategóriában.
Mirra öngyilkosságot követtett el 2016. február 4-én.
2016. június 11-én bekerült a BMX Hall of Fame-be.

## Korai évek
1974. április 4-én született,  Chittenango településen, Madison megyében, New York államban . A pomonai California State Polytechnic University-n diplomázott.
13 éves korában írta alá első profi szerződését a Haro Bikes-szal, majd évekig versenyzett a sportág másik nagy ikonjának számító Matt Hoffmann bringáival. Később saját márkát alapított Mirraco néven.
Bátyja, Tim után költözött New Yorkból az észak-karolinai Greenville-be. Miután a szintén BMX-es Ryan Nyquist lett Tim szobatársa, hamar összebarátkoztak. Építettek maguknak rámpákat, és nem sokkal később egyre több BMX-es költözött a városba. Greenville az egyik legkomolyabb BMX-fészek lett a világon, melyet a sok profi miatt a bringás berkeken belül csak „Protown”-nak neveztek

## Pályafutása
1995 és 2009 között az X Games  elnevezésű BMX Freestyle versenyen 24 érmet szerzett , közte 14 aranyérmet. 
Mindezt azután, hogy 1993-ban majdnem félbe szakadt a karrierje, mert elgázolta egy részeg sofőr. A BMX után raliversenyzőként is kipróbálta magát a Subaru csapatában, valamint indult ironman és triatlon versenyeken is. Dave Mirra a 2011-es Dew Tour után vonult vissza a freestyle BMX-től. Figyelmét a ralikrosszra fordította, majd nem sokkal később kipróbálta a triatlonra. Később  fél-ironman távokon indul, remek eredményeket ér el, és elég komoly céljai voltak. Két héttel a RAAM előtt 62. lett 2000 indulóból egy észak-karolinai fél-ironmanen, és még 6 nappal a RAAM rajtja előtt is elindult egy hasonlón Massachusettsben, de ott a futótáv elején feladta a versenyt. Később bevallotta, hogy egy ilyen verseny előtt talán nem volt túl bölcs dolog fél-iromaneket teljesíteni.
Több tévéműsora is volt, és videojátékokat is adtak ki a nevével.

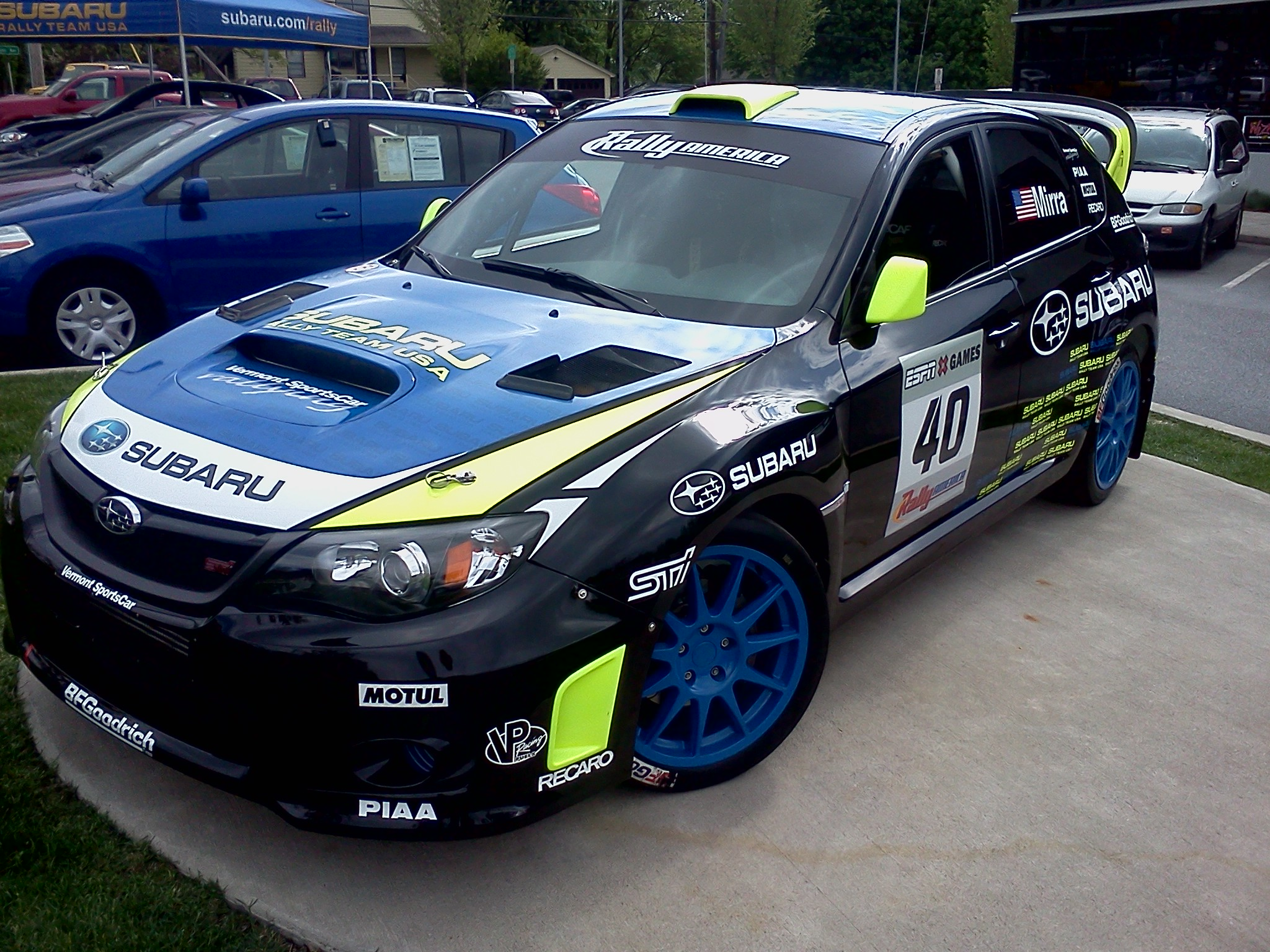
Mirra Subaru rali autója

### Supercar
| Év   | pályakezdő | Autó            | 1   | 2      | 3   | 4   | 5   | 6   | 7   | 8   | 9   | 10  | 11  | 12  | 13  | WRX  | Pontok |
| ---- | ---------- | --------------- | --- | ------ | --- | --- | --- | --- | --- | --- | --- | --- | --- | --- | --- | ---- | ------ |
| 2015 | JRM Racing | Mini Countryman | POR | HOC 17 | BEL | GBR | GER | SWE | CAN | NOR | FRA | BAR | TUR | ITA | ARG | 40th | 0      |

| Év   | pályakezdő                      | Autó                   | 1     | 2       | 3       | 4      | 5      | 6      | 7     | 8      | 9      | GRC  | Pontok |
| ---- | ------------------------------- | ---------------------- | ----- | ------- | ------- | ------ | ------ | ------ | ----- | ------ | ------ | ---- | ------ |
| 2011 | Subaru Rally Team USA           | Subaru Impreza WRX STI | IRW1  | IRW2    | SEA1 5  | SEA2 6 | PIK1   | PIK2   | LA1 6 | LA2 5  |        | 8th  | 57     |
| 2012 | Subaru Puma Rallycross Team USA | Subaru Impreza WRX STI | CHA 9 | TEX 11  | LA 15   | LOU 10 | LV 13  | LVC 6  |       |        |        | 12th | 35     |
| 2013 | Subaru Puma Rallycross Team USA | Subaru Impreza WRX STI | BRA   | MUN1 15 | MUN2 14 | LOU 13 | BRI 11 | IRW 15 | ATL 4 | CHA 12 | LV DNS | 12th | 36     |

## Magánélete és halála
Mirrának és feleségének, Laurennek  két lányuk volt, Mackenzie Mirra, Madison Mirra. 2010-ben, mielőtt visszatért volna a raliba, bakteriális agyhártyagyuladásból gyógyult fel.
2016. február 4-én, Mirra öngyilkosságot követett el, fejbe lőtte magát és belehalt a golyó okozta sérülésbe. Barátait látogatta meg Észak-Karolinában, a rendőrség közleménye szerint csütörtök éjjel találták meg egy autóban, és a jelek arra utalnak, hogy fegyverrel vetett véget az életének.
Greenville polgármestere Allen Thomas: Mirra  "egy nagyszerű barát és a csodálatos ember". Greenville polgármestere szerint Mirra halálához a CTE nevű, néhány évvel ezelőtt felfedezett betegségnek is köze lehet. A CTE, vagyis krónikus tramutikus enkefalopátia egy olyan betegség, amiben azok a jellemzően élsportolók szenvednek, akik karrierjük során nagyon sok kisebb fejsérülést szenvednek el, amitől olyan fehérjék termelődnek az agyukban, amik jelentősen megváltoztatják az agyműködést. Jellemzően bokszolóknál és amerikaifoci-játékosoknál mutatták ki eddig a CTE-t. A betegséget sokáig az Alzheimerrel keverték, a hasonló tünetek miatt. A betegségben szenvedőkre jellemző a depresszió, a hirtelen hangulatváltozások, az öngyilkossági hajlam.
41 évet élt. Barátai szerint semmi különös nem látszódott rajta az utolsó napjaiban, csak a depresszió tünetei.

## Filmjei
- 2002 Ultimate X: The Movie
- 2002 A Day in the Dirt
- 2003 Making of Tony Hawk's Boom Boom Huck Jam
- 2004 Let the Bikes In
- 2006 Sentenced to Life[19]

## Könyve
2003. szeptember 30-án megjelent a könyve, Mirra Images címmel.

## Sikerei, díjai
- Best Male Action Sports Athlete ESPY Award : 2005
- Race Across America : 2014[21]

## Fordítás
- Ez a szócikk részben vagy egészben  a   Dave Mirra című angol Wikipédia-szócikk fordításán alapul.  Az eredeti cikk szerkesztőit annak laptörténete sorolja fel. Ez a jelzés csupán a megfogalmazás eredetét és a szerzői jogokat jelzi, nem szolgál a cikkben szereplő információk forrásmegjelöléseként.